# ボナベントゥル・カルー
ボナベントゥル・カルー（Bonaventure Kalou、1978年1月12日- ）は、コートジボワール・フロマジェ州・ウメ出身の元サッカー選手。元コートジボワール代表。ポジションはFW、MF。
コートジボワール代表のサロモン・カルーは実弟。

## 経歴
ASECミモザでデビュー後オランダに渡り、フェイエノールトで主にウイングとして5年間プレー。2003年にAJオセールに移籍すると、攻撃的なMFとしても才能を発揮するようになる。その後、パリ・サンジェルマンFCを経て2007年にRCランスに移籍するも、わずか5試合の出場のみでUAEのアル・ジャジーラに移籍した。2008年にエールディヴィジに復帰、SCヘーレンフェーンでプレーする。
コートジボワール代表では1998年に初出場し、2006年のドイツW杯にも出場した。

## 代表歴

### 出場大会
- コートジボワール代表
  - 2006 FIFAワールドカップ

### 試合数
- 国際Aマッチ 52試合 12得点（1998年-2006年）[2]

| コートジボワール代表 | 国際Aマッチ | 国際Aマッチ |
| 年                   | 出場        | 得点        |
| -------------------- | ----------- | ----------- |
| 1998                 | 1           | 0           |
| 1999                 | 5           | 0           |
| 2000                 | 6           | 3           |
| 2001                 | 2           | 0           |
| 2002                 | 5           | 0           |
| 2003                 | 6           | 4           |
| 2004                 | 7           | 1           |
| 2005                 | 8           | 2           |
| 2006                 | 12          | 2           |
| 通算                 | 52          | 12          |

## タイトル

### クラブ
フェイエノールト
- エールディヴィジ ： 1999

UEFAカップ ： 2002
オセール
クープ・ドゥ・フランス ： 2005
パリ・サンジェルマン
クープ・ドゥ・フランス ： 2006
ランス
UEFAインタートトカップ ：  2007
ヘーレンフェーン
KNVBカップ ： 2009